# Telemilênio
Telemilênio é uma produtora brasileira de conteúdos independentes para meios audiovisuais como televisão e cinema, a maioria de suas produções é destinada ao público LGBTQIA+, se caracterizando uma das maiores de seguimento no país.      A produtora já produziu conteúdos para TVs como NGT, Cine Brasil TV, Box Brazil Play, TV Cultura, TV Multiplix e para várias canais locais de TV do Rio de Janeiro. Entre suas diversas produções, estão os filme Poesias Para Gael, Alquimia, Depois de Você, e as séries Suburbanda e Meu Anjo.     

## História
A produtora Telemilênio foi fundada em 2005, pelo jornalista e ator Victor Marinho na cidade de Nova Friburgo no Rio de Janeiro. Em entrevista ao G1 em 2013, a produtora revelou que mais de 80 atores estavam em seu cast de atores, entre esses atores nomes mais conhecidos são Giuseppe Oristanio, que protagonizou o filme Depois de Você, exibido pelo canal Cine Brasil TV em 2013. Em 2014, lançou a série Suburbanda, protagonizada pela atriz Malu Falangola  , exibida pelo CineBrasilTV, em 2014 e 2015   e pela TV Multiplix em 2020, Brenno Leone que protagonizou o longa-metragem Alquimia. Em 2015, a série "Perigosos" foi exibida pelo NGT, Em 2021, lançou o filme Poesias Para Gael na plataforma Box Brazil Play, antes o filme foi exibido pela Cine Brasil TV e no YouTube possui mais de 5 milhões de visualizações. Somente na CineBrasilTV, a Telemilênio já exibiu 10 produções, incluindo filmes e séries.  

## Produções
| Ano  | Produção              | tipo  |
| ---- | --------------------- | ----- |
| 2020 | Poesias Para Gael     | Filme |
| 2020 | Diva e Gegê - O Filme | Filme |
| 2014 | Suburbanda            | Série |
| 2014 | Meu Anjo              | Série |
| 2016 | Freiheit              | Série |
| 2018 | Ponto Fraco           | Série |
| 2015 | Invisibilia           | Série |
| 2020 | Vidas Cruzadas        | Série |
| 2014 | Serra Descascada      | Filme |
| 2013 | Complicados           | Filme |
| 2013 | Salafrário            | Filme |
| 2013 | Depois da Chuva       | Filme |
| 2013 | Sublime Reverso       | Filme |
| 2013 | Vidas Cruzadas        | Série |
| 2021 | Se Você Não Está Aqui | Série |
| 2021 | O Mundo de Ulysses    | Série |
| 2020 | Até de Encontrar      | Série |
| 2020 | Namorando Com a Sogra | Série |

## Atores
- Giuseppe Oristanio
- Malu Falangola
- Brenno Leone
- Duda Wendling

- Hugo Carvalho
- Vincenzo Richy
- Luciana Vidal
- Magda Rezende
- Natalie Smith
- Victor Neves
- Flavio Leimig
- Treison Lohan [12]
- Walter Nunes [13]

## Prêmios e indicações
| Ano  | Prêmio       | Categoria                                 | Trabalho          | Resultado | Ref.   |
| ---- | ------------ | ----------------------------------------- | ----------------- | --------- | ------ |
| 2021 | Rio Webfest  | Incentive to Brazilian Digital Production | Vidas Cruzadas    | Indicado  |        |
| 2021 | Rio Webfest  | Best Performance                          | Namorando a Sogra | Indicado  |        |
| 2021 | Rio Webfest  | RIOWF Voto Popular                        | Vidas Cruzadas    | Indicado  |        |
| 2021 | Lima Webfest | Incentive to Brazilian Digital Production | Namorando A Sogra | Indicado  | [ 17 ] |
| 2021 | Lima Webfest | Incentive to Brazilian Digital Production | Poesias Para Gael | Indicado  |        |